# استيبان غوميز
استيبان غوميز (بالبرتغالية: Estêvão Gomes ‏) (و. 1484 – 1538 م) هو مستكشف، ورسام الخرائط من إسبانيا، والبرتغال، ولد في بورتو، توفي في نهر باراغواي، عن عمر يناهز 54 عاماً.